# Michaele Alvim Milward de Azevedo
Michaele Alvim Milward de Azevedo (1980) es una bióloga, taxónoma, botánica, geobotánica, curadora, palinóloga, y profesora brasileña.

## Biografía
Tiene una licenciatura y bachillerato en ciencias biológicas por la Universidad Federal de Río de Janeiro-UNIRIO (2001/2002), posgraduada lato sensu (especialización) en Planificación y Gestión Ambiental por la Universidad Veiga de Almeida (2005), MA defendiendo la tesis "Passiflora L. subgênero Decaloba (DC) Rchb. (Passifloraceae) na região Sudeste do Brasil", supervisada por el Dr. José Fernando Andrade Baumgratz (1956), y el PhD en ciencias biológicas (botánica) en el Museo Nacional / Universidad Federal de Río de Janeiro (2003 y 2007); un posdoctorado en botánica por la Universidad Estadual de Campinas - UNICAMP (2008-2010).
De 2003 a 2005, realizó una especialización en Planificación y Gestión Ambiental (carga horaria de 360 h) por la Universidad Veiga de Almeida, UVA / RJ, Brasil, con la identificación y evaluación económica de la cosecha de fruta de maracuyá en Brasil, con la orientación de Aline Guimarães Monteiro.
Realiza actividad científica, y académica en:
- Instituto de Pesquisa Jardim Botânico do Rio de Janeiro
- profesora asociada y Jefa del Departamento III de Ciencias Ambientales, del Instituto de Tres Ríos, de la Universidad Federal Rural de Río de Janeiro. Tiene experiencia en botánica, con énfasis en la sistemática, taxonomía y palinología de la familia Passifloraceae, principalmente en el género Passiflora subgénero Decaloba.[6]

## Algunas publicaciones
- MILWARD-DE-AZEVEDO, M. A.; SOUZA, F. C.; GONCALVES-ESTEVES, V.; KINOSHITA, L.S. 2014. Palinotaxonomy of Passiflora section Xerogona (Passifloraceae). Phytotaxa (en línea) 159: 1-10

- MILWARD-DE-AZEVEDO, M. A.; FREITAS, L. B.; KINOSHITA, L.S. 2014. Taxonomy and evolutionary relationships of Passiflora subg. Decaloba supersect. Decaloba sect. Xerogona (Passifloraceae): contributions of palynological, morphological and molecular studies. Acta Botanica Brasílica (impreso) 28: 301-308

- MORAES, A. M.; CUNHA, G. M.; MILWARD-DE-AZEVEDO, M. A. 2014. COMPOSIÇÃO FLORÍSTICA DE RESERVAS PARTICULARES DO PATRIMÔNIO NATURAL NO MUNICIPIO DE ESPERA FELIZ, MINAS GERAIS. Enciclopédia Biosfera 10: 3201-3224

- MILWARD-DE-AZEVEDO, M. A.; BAUMGRATZ, J. F. A.; GONCALVES-ESTEVES, V. 2012. A taxonomic revision of Passiflora subgenus Decaloba (Passifloraceae) in Brazil. Phytotaxa 53: 1-68

- BERNACCI, L. C.; CERVI, A. C.; MILWARD-DE-AZEVEDO, M. A. 2011. Passifloraceae. In: Wanderley, M.G.L. et al. Checklist das Spermatophyta do Estado de São Paulo, Brasil. Biota Neotropica (edición en portugués, en línea) 11: 337-338

- MILWARD-DE-AZEVEDO, M. A.; SOUZA, F. C.; Baumgratz, J. F. A.; GONCALVES-ESTEVES, V. 2010. Palinotaxonomia de Passiflora L. subg. Decaloba (DC.) Rchb. (Passifloraceae) no Brasil. Acta Botanica Brasílica (impreso) 24: 133-145

- MILWARD-DE-AZEVEDO, M. A. 2008. Three new species of Passiflora subgenus Decaloba (Passifloraceae) from Brazil. Brittonia (Bronx) 60: 310-317 resumen en línea

- MILWARD-DE-AZEVEDO, M. A. 2008. Análise da valoração dos impactos ambientais e da demanda de fitoterápicos oriundos do maracujá no Brasil. Revista da FAE 11: 19-32

- MILWARD-DE-AZEVEDO, M. A. 2007. Passifloraceae do Parque Estadual de Ibitipoca, Minas Gerais. Boletim de Botânica (USP) 25: 71-79

- MILWARD-DE-AZEVEDO, M. A.; VALENTE, M. C.; MARQUETE, R. 2006. Hippocrateaceae da mata de encosta do Jardim Botânico do Rio de Janeiro e arredores, Rio de Janeiro, RJ. Arquivos do Museu Nacional 64: 3-10

- MILWARD-DE-AZEVEDO, M. A.; VALENTE, M. C. 2005. Tiliaceae da mata de encosta do Jardim Botânico do Rio de Janeiro e arredores, Rio de Janeiro, RJ. Arquivos do Museu Nacional 63: 631-637

- MILWARD-DE-AZEVEDO, M. A.; VALENTE, M. C. 2004. Passifloraceae da mata de encosta do Jardim Botânico do Rio de Janeiro e arredores, Rio de Janeiro, RJ. Arquivos do Museu Nacional, Rio de Janeiro 62 (4): 367-374

- MILWARD-DE-AZEVEDO, M. A.; GONÇALVES-ESTEVES, V.; BAUMGRATZ, J. F. A. 2004. Palinotaxonomia das espécies de Passiflora L. subg. Decaloba (DC.) Rchb. (Passifloraceae) no Sudeste do Brasil. Revista Brasileira de Botânica, São Paulo 27 (4): 655-665

- MILWARD-DE-AZEVEDO, M. A.; BAUMGRATZ, J. F. A. 2004. Passiflora L. subg. Decaloba (DC.) Rchb. (Passifloraceae) na região Sudeste. Rodriguesia, Rio de Janeiro 55 (85): 17-54

### Libros
- MILWARD-DE-AZEVEDO, M. A.; BAUMGRATZ, J. F. A.; GONÇALVES-ESTEVES, V. 2012. A Taxonomic Revision of Passiflora Subgenus Decaloba (Passifloraceae) in Brazil. Edición ilustrada de Magnolia Press, 68 pp. ISBN 1869779061, ISBN 9781869779061

### Capítulos de libros
- CERVI, A. C.; MILWARD-DE-AZEVEDO, M. A.; BERNACCI, L. C. 2010. Passifloraceae. In: Forzza, R.C.; Leitman, P.M.; Costa, A.; Carvalho Jr., A.A.; Peixoto, A.L.; Walter, B.M.T.; Bicudo, C.; Zappi, D.; Costa, D.P.; Lleras, E.; Martinelli, G.; Lima, H.C.; Prado, J.; Stehmann, J.R.; Baumgratz, J.F.; Pirani, J.R.; Sylvestre, L.; et al (orgs.) Catálogo de Plantas e Fungos do Brasil. Rio de Janeiro, v. 2, p. 1432-1436

### En Congresos
- OLIVEIRA, D. N. de; MILWARD-DE-AZEVEDO, M. A. 2014. Distribuição e padrão de distribuição das Passifloras seção Xerogona. In: II Reunião Anual de Iniciação Científica da Universidade Federal Rural do Rio de Janeiro, Seropédica

En III Simpósio de Gestão Ambiental e Biodiversidade (SIGABI), Três Rios. 2014
- NUNES, H. M.; PEREIRA, A. L.; CORTINES, E.; MILWARD-DE-AZEVEDO, M. A. Fitossociologia e inventário florístico como instrumento decisório para compensação ambiental na cidade de Três Rios, RJ
- OLIVEIRA, D. N. de; MILWARD-DE-AZEVEDO, M. A. Padrões de distribuição geográfica de Passiflora subg. Decaloba superseção Decaloba seção Xerogona (Passifloraceae)
- CRUZ, J. B. da; MILWARD-DE-AZEVEDO, M. A. OCORRÊNCIA DE Passiflora SUBGÊNERO Decaloba (PASSIFLORACEAE) NOS DOMÍNIOS FITOGEOGRÁFICOS DO BRASIL
- FERNANDES, N. B. G.; MILWARD-DE-AZEVEDO, M. A. DISTRIBUIÇÃO GEOGRÁFICA DE Passiflora SUBGÊNERO Decaloba (PASSIFLORACEAE)

En II Simpósio de Gestão Ambiental e Biodiversidade (SIGABI) Três Rios, 2013
- MORAES, A. M.; MILWARD-DE-AZEVEDO, M. A.; CUNHA, G. M. COMPOSIÇÃO FLORÍSTICA DAS RESERVAS PARTICULARES DO PATRIMÔNIO NATURAL: BOM FIM, MEU REINO ENCANTADO E SÃO PAULO DO MUNICÍPIO DE ESPERA FELIZ, MG
- CRUZ, J. B. da; MILWARD-DE-AZEVEDO, M. A. ATUALIZAÇÃO DA DISTRIBUIÇÃO GEOGRÁFICA DA LISTAGEM DE ESPÉCIES DE Passiflora L. SUBGÊNERO Decaloba (DC.) Rchb. (PASSIFLORACEAE) OCORRENTES NO BRASIL
- NUNES, H. M.; PEREIRA, A. L.; CORTINES, E.; MILWARD-DE-AZEVEDO, M. A. LEVANTAMENTO PRELIMINAR DA ESTRUTURA VEGETACIONAL DE UM TRECHO URBANO DAS MARGENS DO RIO PARAÍBA DO SUL, NO MUNICÍPIO DE TRÊS RIOS, RJ
- PEREIRA, A. L.; NUNES, H. M.; CORTINES, E.; MILWARD-DE-AZEVEDO, M. A. PROPORÇÃO ENTRE ESPÉCIES EXÓTICAS E NATIVAS DA MATA CILIAR DE UM TRECHO URBANO DO RIO PARAÍBA DO SUL, EM TRÊS RIOS, RJ

En XI Congresso de Ecologia - I Congresso Internacional de Ecologia, Porto Seguro, 2013
- MORAES, A. M.; CUNHA, G. M.; MILWARD-DE-AZEVEDO, M. A. Composição florística das Reservas Particulares do Patrimônio Natural no município de Espera Feliz, MG
- SILVA, D. A.; VECHI, I. C.; NUNES, H.; CORTINES, E.; MILWARD-DE-AZEVEDO, M. A. 2013. Diversidade da fauna de serrapilheira em um trecho de mata ciliar da Ilha de Marambaia, RJ

### Producción artística/cultural

#### Artes Visuales
- Ecología: O homem está se conscientizando de que é preciso conservar a natureza para a sua própria existência 1991. Diseño
- O homem, a mulher e a natureza. 1990. Diseño
- Olimpiadas e a Ginástica Olímpica. 1987. Diseño

## Honores

### Membresías
- Sociedad Botánica de Brasil[8]

### Revisora de Periódicos
- 1999. Periódico: Revista Brasileira de Biociências (impreso)
- 2010 - actual. Periódico: Acta Botanica Brasílica (impreso)
- 2011 - actual. Periódico: Rodriguesia

### Premios
- 2013: 3.er lugar en el Concurso de Fotografía Ambiental, II Simpósio de Gestão Ambiental e Biodiversidade
- Portal:Biografías. Contenido relacionado con Botánica.
- Portal:Biología. Contenido relacionado con Taxonomía.